# Oncaea glabra
Oncaea glabra är en kräftdjursart som beskrevs av Heron och Frost 2000. Oncaea glabra ingår i släktet Oncaea och familjen Oncaeidae. Inga underarter finns listade i Catalogue of Life.